# I

Litera Ii scrisă cu fontul „School Script Dashed”.

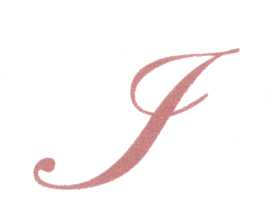
Majuscula I

Minuscula i

I este a noua literă din alfabetul latin și a unsprezecea din alfabetul limbii române. 
În limba română această literă notează o vocală închisă anterioară nerotunjită notată fonetic cu simbolul [i] (ca în cuvântul ficat), o consoană sonantă palatală cu simbolul fonetic [j] (ca în cuvântul fiară) sau un i final nesilabic (ca la sfârșitul cuvântului pești).
I reprezintă, în sistemul cifrelor romane, numărul 1.

## Istorie
| D36 |

| D36 |

## Alte reprezentări
| Alfabetul fonetic NATO | Codul Morse |
| India                  | ··          |

|                                                 |                     | ⠊       |
| Sistemul de semnalizare maritimă internațională | Alfabetul semaforic | Braille |